# Godfrey Chibanga
Godfrey Chibanga (sinh ngày 16 tháng 2 năm 1989) là một cầu thủ bóng đá người Zambia hiện tại đang là cầu thủ tự do. Anh ghi bàn đầu tiên cho RoPS vào lưới Klubi-04 ngày 5 tháng 9 năm 2010.
Chibanga và 8 cầu thủ khác của RoPS bị sa thải mùa xuân năm 2011 vì dàn xếp tỉ số.